# マウロ・サンタンブロージョ
マウロ・サンタンブロージョ（Mauro Santambrogio、1984年10月7日 - ）は、イタリア、エルバ出身の自転車競技（ロードレース）選手。

## 来歴
2009年
- ツアー・ダウンアンダー 総合8位
- トレ・ヴァッリ・ヴァレジーネ 優勝

2010年
- GP西フランス・プルエー 6位
- ジロ・ディ・ロンバルディア 8位
- アレッサンドロ・バッランらとともに、『マントーヴァ・ドーピング』を疑われ、BMC・レーシングチームから出場保留を命じられた[1]。

2012年
- クラシカ・サン・セバスティアン 6位
- ジロ・ディ・ロンバルディア 4位

2013年
- ティレーノ〜アドリアティコ 総合7位
- ジロ・デル・トレンティーノ 総合2位
- グラン・プレミオ・インドゥストリア・エ・アルティジャナート 優勝
- ジロ・デ・イタリア 総合9位・区間1勝(第14)
- 6月3日、UCIはジロ期間中のAサンプルからエリスロポエチンの陽性反応があったと発表、暫定的出場停止処分を下した[2]。